# Mohamed Hamdy (calciatore 2003)
Mohamed Hamdy Ibrahim Mohamed Abdelsalam (in arabo محمد حمدى‎?; 26 febbraio 2003) è un calciatore egiziano, difensore dell'ENPPI.

## Carriera

### Club
Hamdy è cresciuto nell'ENPPI, dove ha debuttato il 4 luglio 2022 nell'incontro di Coppa d'Egitto vinto 3-1 contro il Nogoom. Ha segnato il suo primo gol il 25 novembre 2023 aprendo le marcature nell'incontro di Prima Lega vinto 2-1 contro l'El-Gouna.

### Nazionale
Ha giocato nella nazionale egiziana Under-20.
Nel 2024 è stato convocato dalla nazionale olimpica egiziana per partecipare ai Giochi della XXXIII Olimpiade in sostituzione dell'infortunato Ahmed Nabil Koka.

## Statistiche

### Presenze e reti nei club
Statistiche aggiornate al 24 luglio 2024.
| Stagione        | Squadra         | Campionato      | Campionato | Campionato | Coppe nazionali | Coppe nazionali | Coppe nazionali | Coppe continentali | Coppe continentali | Coppe continentali | Altre coppe | Altre coppe | Altre coppe | Totale | Totale | Totale |
| Stagione        | Squadra         | Comp            | Pres       | Reti       | Comp            | Pres            | Reti            | Comp               | Pres               | Reti               | Comp        | Pres        | Reti        | Pres   | Reti   |        |
| --------------- | --------------- | --------------- | ---------- | ---------- | --------------- | --------------- | --------------- | ------------------ | ------------------ | ------------------ | ----------- | ----------- | ----------- | ------ | ------ | ------ |
| gen.-giu, 2023  | ENPPI           | 1L              | 27         | 0          | CE              | 2               | 0               |                    | -                  | -                  |             | -           | -           | 29     | 0      |        |
| 2023-gen. 2024  | ENPPI           | 1L              | 27         | 2          | CE              | 0               | 0               |                    | -                  | -                  |             | -           | -           | 27     | 2      |        |
| Totale carriera | Totale carriera | Totale carriera | 54         | 2          |                 | 2               | 0               |                    | -                  | -                  |             | -           | -           | 54     | 2      |        |